# هوانگدی نیجینگ
هوانگدی نیجینگ (素問) همچنین به عنوان قانون درونی امپراتور زرد شناخته می‌شود، یک متن پزشکی چینی است که قدمت آن به سلسله هان در قرن دوم قبل از میلاد برمی گردد. این یکی از مهم‌ترین متون در تاریخ طب سنتی چینی محسوب می‌شود و امروزه نیز توسط پزشکان طب سنتی چین مورد مطالعه و استفاده قرار می‌گیرد.
هوانگدی نیجینگ به دو بخش تقسیم می‌شود: سوون (همچنین به عنوان سؤالات اساسی شناخته می‌شود) و لینگشو (همچنین به عنوان محور معنوی نیز شناخته می‌شود). Suwen به مبانی نظری طب سنتی چینی، از جمله اصول یین و یانگ، پنج عنصر و اندام‌ها و مجاری بدن انسان می‌پردازد. Lingshu با کاربرد عملی این اصول، از جمله تشخیص، طب سوزنی، و طب گیاهی سروکار دارد.
این متن به امپراتور افسانه ای زرد نسبت داده می‌شود که گفته می‌شود در حدود ۲۷۰۰ سال قبل از میلاد در چین سلطنت کرده‌است. امپراتور زرد در تاریخ چین شخصیتی اسطوره ای محسوب می‌شود و به عنوان بنیانگذار تمدن چین و حامی طب سنتی چین مورد احترام است.
Huangdi Neijing به زبان‌های متعددی ترجمه شده‌است و برای قرن‌ها توسط پزشکان سنتی چینی در چین و در سراسر جهان مورد مطالعه و تمرین قرار گرفته‌است. این یک متن اساسی در زمینه طب سنتی چینی محسوب می‌شود و هنوز هم به عنوان منبعی ارزشمند برای درک اصول و شیوه‌های این هنر شفابخش باستانی در نظر گرفته می‌شود.